# Andreas Freyer

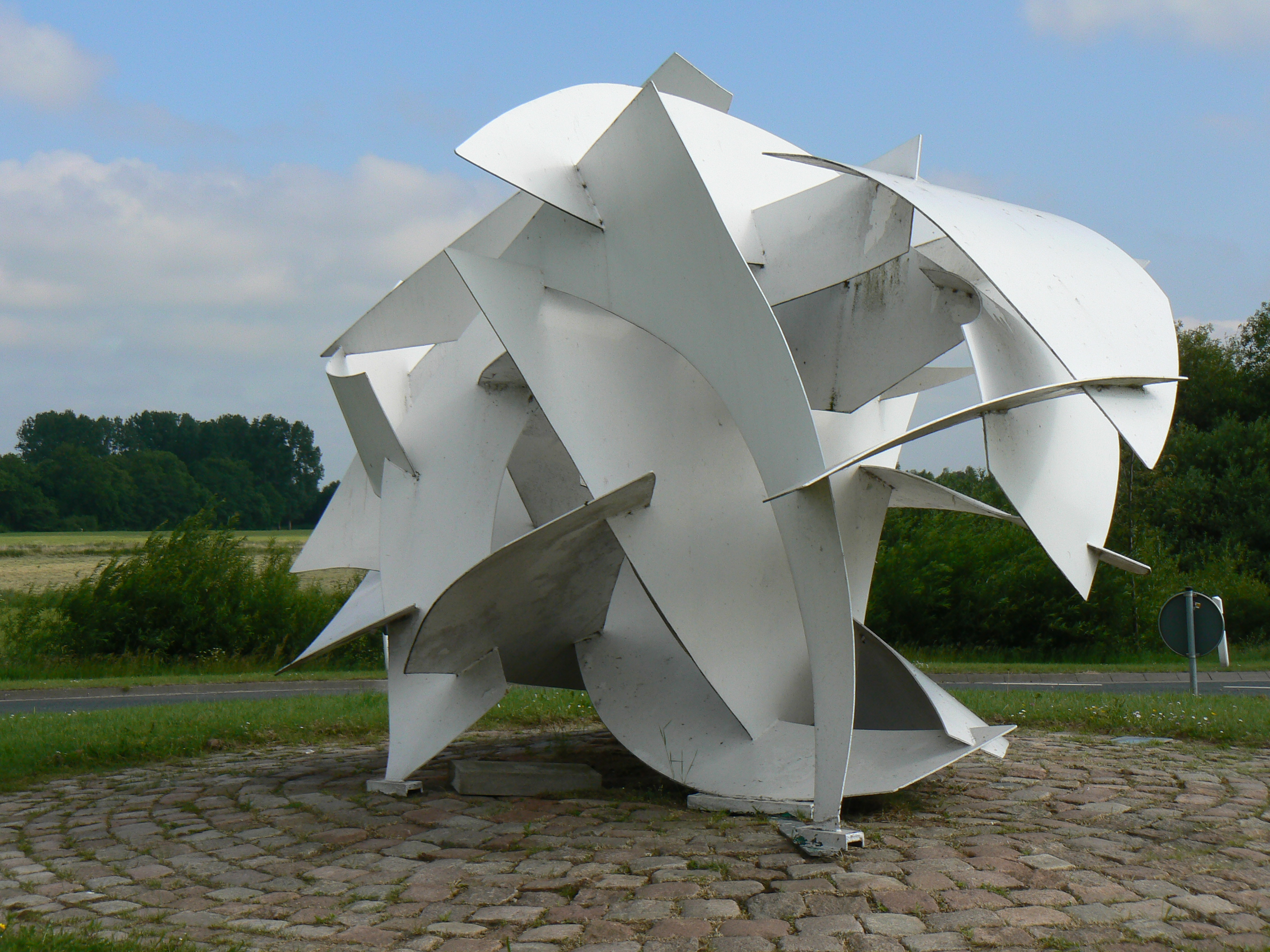
Welle (1995)

Andreas Freyer (* 1953 in Havelberg) ist ein deutscher Bildhauer, der seine Plastiken aus Metall schafft.

## Leben
Freyer absolvierte seine künstlerische Ausbildung an der Hochschule für industrielle Formgestaltung Halle, Burg Giebichenstein (Saale). 1974 bis 1975 arbeitete er in einem Atelier für Stahl- und Metallgestaltung in Berlin, anschließend für ein Jahr als Mitarbeiter des Metallbildhauers Jörg Hinz in Halle. Dem schloss er von 1977 bis 1978 ein Studium an der Hochschule für Industrielle Formgestaltung an. Seit 1982 ist er freischaffend als Metallbildhauer tätig in Sachsen-Anhalt und Berlin. Er lebt und arbeitet in Kaltenmark bei Halle.

## Werk

### Skulptur „Welle“
"Die „Welle“ ist von der Stadt Wittmund (Ost-Friesland) aus einer Reihe von Arbeiten der Metallgestaltung aus der Frühphase des Künstlers ausgewählt worden. Das Kunstwerk erhält seine Spannung aus der Größe und aus der Art, wie die Stahlplatten zu einer neuen Form – gegenläufige Flächen in unterschiedlicher Größe – wellenähnlich zusammengefügt worden sind. Das grüne Umfeld, in das die „Welle“ gestellt worden ist (Richtung Carolinensiel), unterstreicht die Aussagekraft: das Meer ist nah." (Zitat aus Kunstmeile der Stadt Wittmund)

### „Spur der Steine“
Im Rahmen des von Freyer als Kunstsymposium initiierten Projekts „Spur der Steine“ (2003/2004) hat die Künstlerin Dagmar Schmidt für den Ortsteil Silberhöhe in Halle einen Ort der Erinnerung entwickelt. Von den unterschiedlichen Entwürfen des Symposiums konnte dieser mit Förderung der Stadt Halle verwirklicht werden. Die Bodenskulptur Grabungsstaedte, eine in Beton konservierte Wohnwelt, simuliert eine archäologische Fundstätte. Die Stahlformen für die Beton-Möbel haben Andreas Freyer und Dagmar Schmidt gemeinsam ausgeführt. Mitarbeiter der Bildungsvereinigung Arbeit und Leben e. V. haben die Möbel im Betonwerk Plötz gegossen und die Arbeiten auf der Kunstbaustelle durchgeführt. Für die Bodenskulptur Grabungsstaedte erhielt Dagmar Schmidt den mfi-Preis „Kunst am Bau“ 2006.

### SPADDS (Spiel-Platz An Der Dürer-Schule)
Für das vorwiegend im 19. Jahrhundert erbaute, städtebaulich reizvolle Paulus-Viertel in Halle entwarfen Andreas Freyer und Dagmar Schmidt 2006 einen künstlerisch gestalteten Spielraum. Dabei wurden für das relativ weitläufige Gelände neben der Dürer-Schule einige Spielgelegenheiten geschaffen wie eine Rutsche, Schaukel, drei Karussells, Sandkasten mit Wasserpumpe, ein Freiluftklassenzimmer und ein Kaufmannsladen. Die Realisierung wird im Zusammenspiel der Bürger, der Schüler, der Stadtverwaltung, gemeinnütziger Bildungsvereinigungen und der Künstler in Etappen geplant und deren Durchführung derzeit geprüft.

### Skulpturen

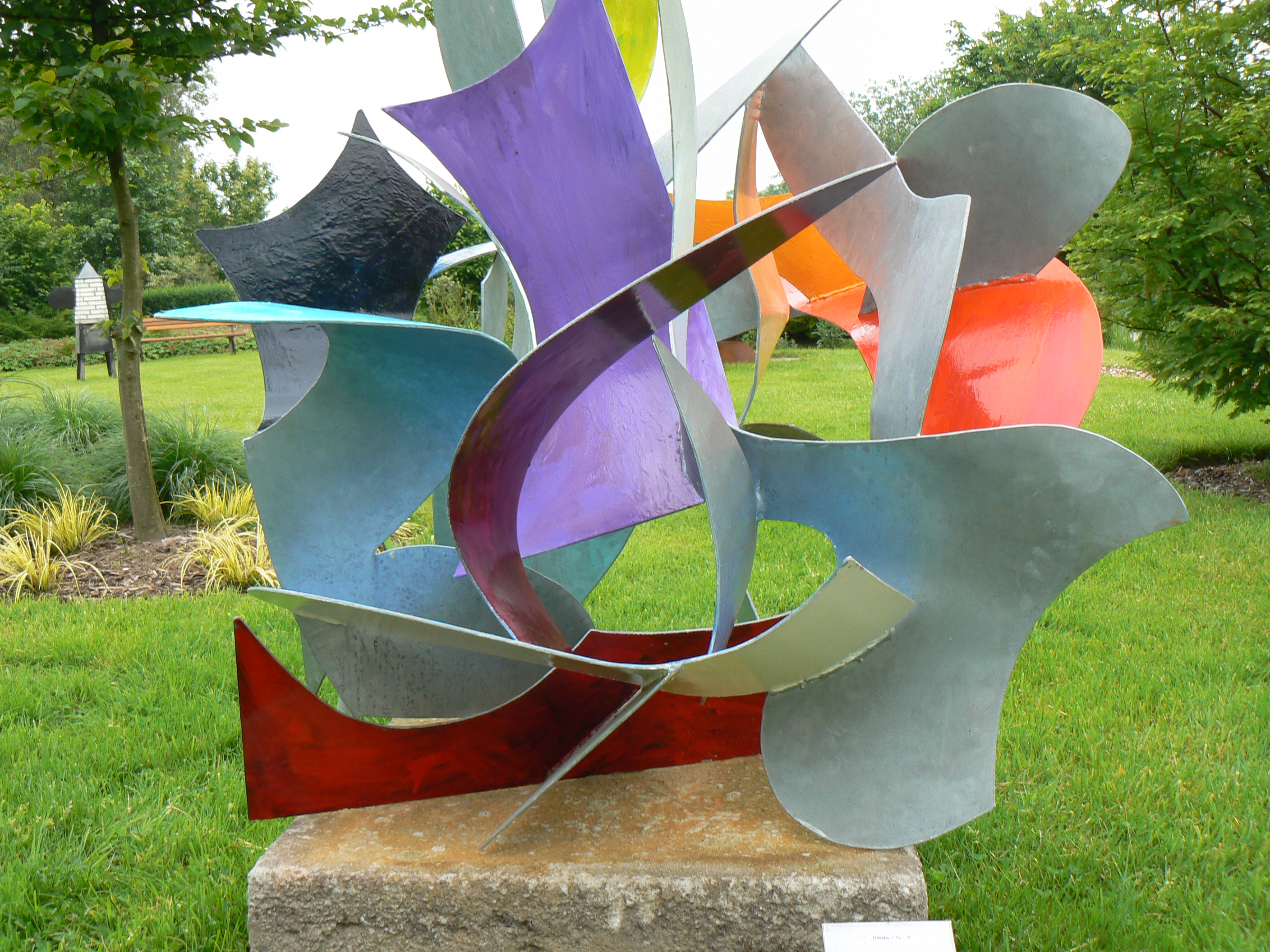
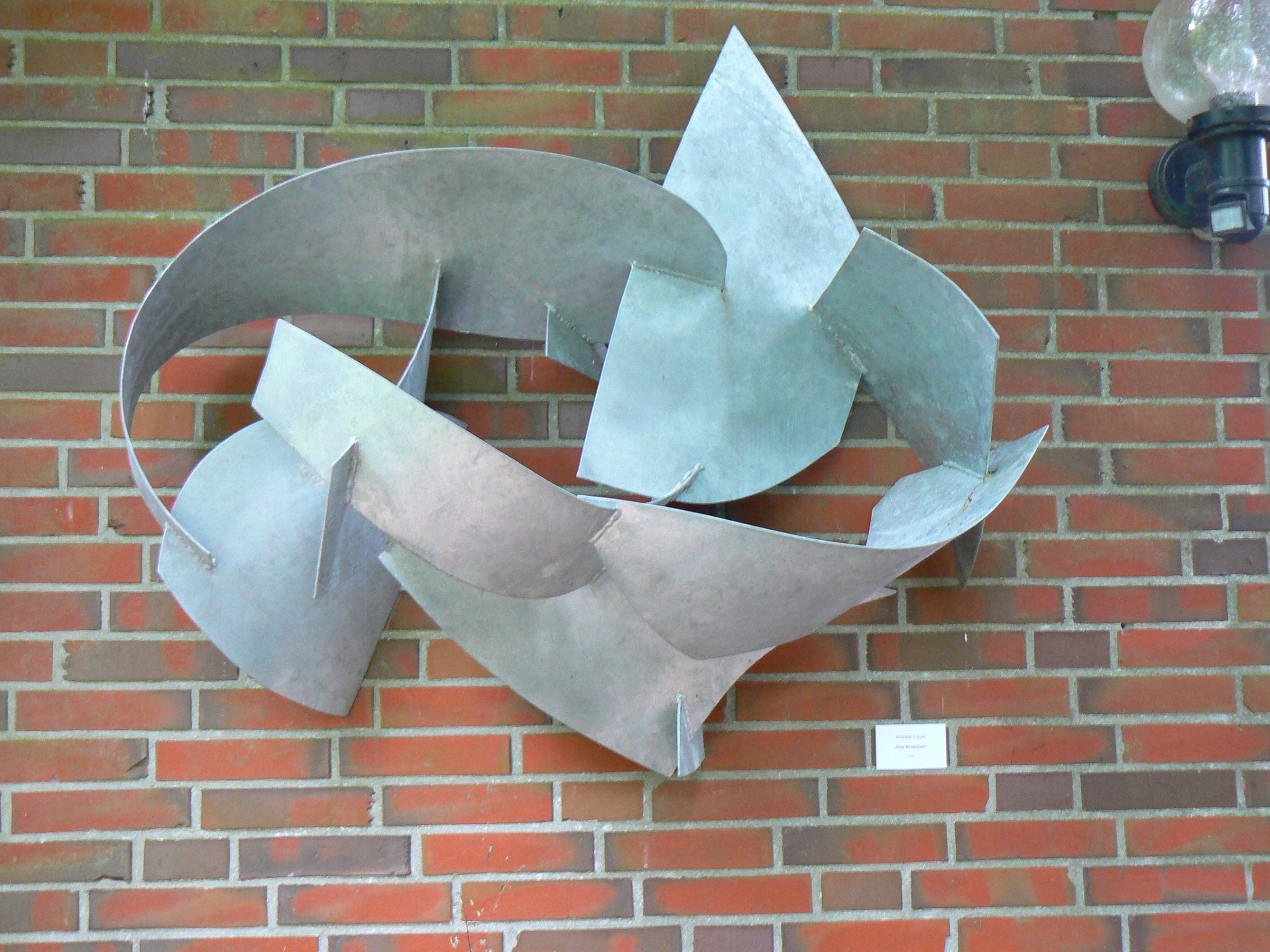
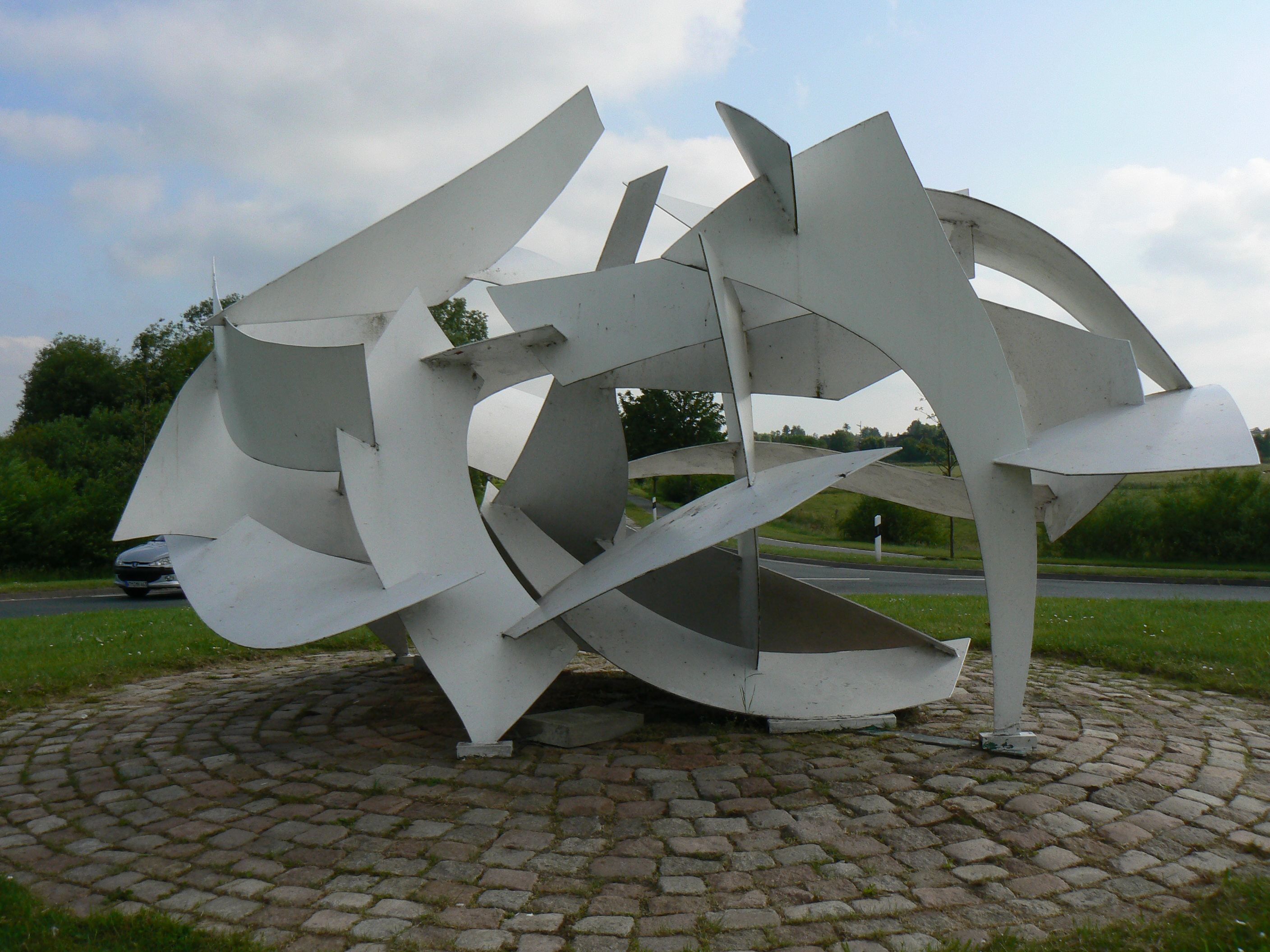
Welle, Wittmund

### Weitere Arbeiten (Auswahl)
- 1989 Ankauf und Aufstellung der farbigen Stahlplastik „Das Schiff“ in Halle
- 1990 Edelstahlplastik für das Dom-Hotel in Berlin
- 1998 Installation, 1. Preis Wettbewerb Kulturbahnhof Meißen mit Martin Braun und Jens Küster
- 2002 Dreiteilige Großskulptur „Drei Figuren“ am Schloßplatz in Lutherstadt Wittenberg

### Symposien
- 1993 Beteiligung an: Stahlplastik in der BRD, Staatliche Galerie Moritzburg Halle
- 2002/2004 Beteiligung an: Spur der Steine in Halle-Silberhöhe (Kurator Tobias Pfeifer)
- 2004 Beteiligung an: Bildhauer Symposium Damme (mit Klaus Duschat, Basil Luginbühl, Cornelia Weihe und Leonard Wübbena)